# تامارا هوهانیسیان (موسیقی‌شناس)
تامارا استپانی هوهانیسیان (ارمنی: Թամար Ստեփանի Հովհաննիսյան؛ انگلیسی: Tamar Hovhannisyan؛ زادهٔ ۱۴ آوریل ۱۹۴۸) موسیقی‌شناسی، نوازنده پیانو اهل ارمنستان است.

## زندگی‌نامه
وی در ۱۴ آوریل ۱۹۴۸ در ایروان به دنیا آمد و از مدرسه موسیقی چایکوفسکی ایروان (۱۹۶۶)، کنسرواتوار دولتی کومیتاس ایروان (۱۹۷۱) و کنسرواتوار دولتی تفلیس (۱۹۸۷) فارغ‌التحصیل گشت. وی عضو اتحادیه آهنگسازان ارمنستان (۱۹۹۱) و اتحادیه روزنامه‌نگاران ارمنستان (۱۹۹۴) بود. 

## یادداشت
1. ↑  արվեստագիտության թեկնածու
2. ↑  Հայաստանի Հանրային Հեռուստաընկերություն
3. ↑  Ալեքսանդր Սպենդիարյանի անվան օպերայի և բալետի ազգային ակադեմիական թատրոն
4. ↑  Հրաչյա Ղափլանյանի անվան դրամատիկական թատրոն
5. ↑  Aztag
6. ↑  Camilla Yerkanyan
7. ↑  Թբիլիսիի Վանո Սարաջիշվիլիի անվան պետական կոնսերվատորիա